# فرنسيسكو لوزانو
فرنسيسكو لوزانو (بالإسبانية: Francisco Lozano Borgoni) هو دراج مكسيكي، ولد في 19 مايو 1932، وتوفي في 11 نوفمبر 2008.

## وصلات خارجية
- فرنسيسكو لوزانو على موقع أرشيف الدراجات (الإنجليزية)
- فرنسيسكو لوزانو على موقع إحصائيات الدراجات الإحترافية (الإنجليزية)
- فرنسيسكو لوزانو على موقع أوليمبيديا (الإنجليزية)